# Морињано (Асколи Пичено)
Морињано (итал. Morignano) насеље је у Италији у округу Асколи Пичено, региону Марке.
Према процени из 2011. у насељу је живело 33 становника. Насеље се налази на надморској висини од 452 м.